# وی.وی. گیری
واراگیری ونکاتا گیری (به انگلیسی: Varahagiri Venkata Giri;  تلفظ راهنما·اطلاعات (۱۰ اوت سال ۱۸۹۴ – ۲۴ ژوئن ۱۹۸۰) که معمولاً با نام وی. وی. گیری شناخته شده چهارمین رئیس‌جمهور هند بود که از ۲۴ اوت سال ۱۹۶۹ تا ۲۴ اوت ۱۹۷۴ در این سمت بود.
وی وی‌گیری تنها کسی است که به عنوان یک نامزد مستقل به عنوان رئیس‌جمهور هند انتخاب شد.